# District d'Afrin
Pour les articles homonymes, voir Afrin.
Le district d'Afrine (en arabe : منطقة عفرين, manṭiqat Afrīn) est l'un des dix districts du Gouvernorat d'Alep, situé dans le nord-ouest de la Syrie ; son centre administratif est la ville d'Afrine. D'après le Bureau central des statistiques syrien, sa population était de 172 095 habitants en 2004.

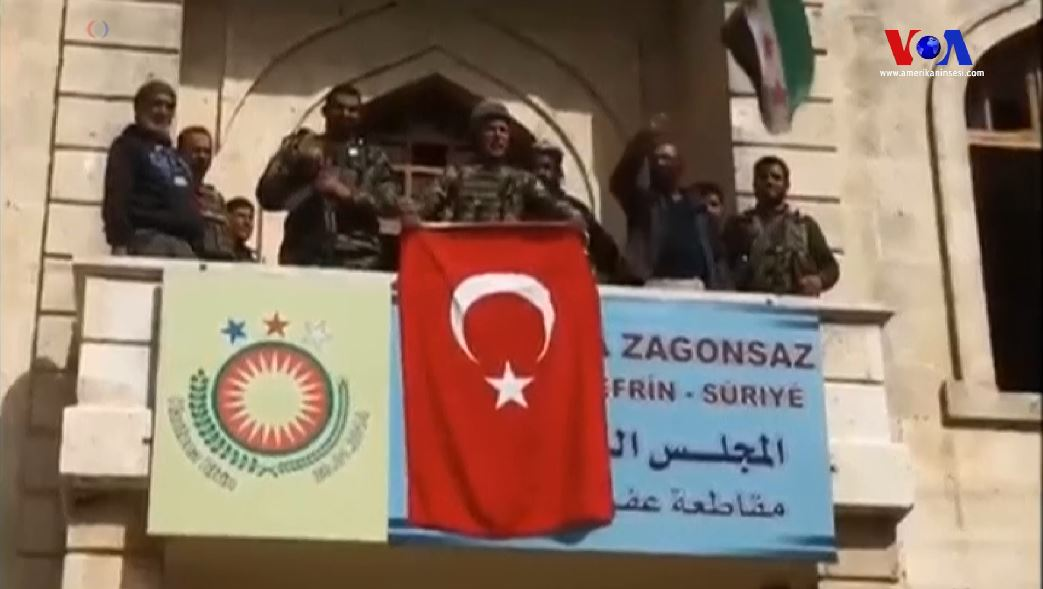
Soldats turcs et combattants du SNA dans le bâtiment d'Afrin qui avait hébergé le gouvernement de la région dirigé par le PYD, le 18 mars 2018.

## Sous-districts
Le district d'Afrine est divisé en sept sous-districts (ou nahiés), (population en 2004) :
| Nom             | Surface (km²) | Population | Code     |
| --------------- | ------------- | ---------- | -------- |
| Afrine          | 427,73        | 66 188     | SY020300 |
| Bulbul          | 203,36        | 12 573     | SY020301 |
| Jindires        | 319,43        | 32 947     | SY020302 |
| Rajo            | 283,12        | 21 955     | SY020303 |
| Sharran         | 305,18        | 13 632     | SY020304 |
| Shaykh al-Hadid | 93,52         | 13 871     | SY020305 |
| Maabatli        | 208,51        | 11 741     | SY020306 |